# Kandahar (film din 2001)
Kandahar (în limba dari: قندهار , „Qandahar”, în română Călătorie la Kandahar) este un film iranian din 2001 regizat de Mohsen Makhmalbaf, plasat în Afganistan în timpul guvernării talibanilor. Titlul său original afgan este Safar-e Ghandehar (سفر قندهار, care înseamnă „Călătorie la Kandahar” și este cunoscut alternativ ca The Sun Behind the Moon. Filmul se bazează pe o poveste parțial adevărată, parțial fictivă a lui Nafas, o femeie afgană-canadiană de succes interpretată de Nelofer Pazira.
Filmul prezintă încercările lui Nafas de a se întoarce în Afganistan după ce primește o scrisoare de la sora ei, care rămăsese în urmă după ce întreaga familie fugise din Afganistan cu ani mai devreme. Nafas face eforturi disperate pentru a-și salva sora, care în scrisoare îi dezvăluise planul ei de a se sinucide la ultima eclipsă de soare a mileniului.
Kandahar a fost filmat mai ales în Iran, inclusiv în tabăra de refugiați Niatak, dar și în secret, chiar în Afganistan. Majoritatea actorilor, inclusiv Nelofer Pazira, și-au jucat propriul rol.

## Rezumat
Nafas, o femeie afgană care s-a stabilit în Canada, sosește în Iran, se îmbracă cu tradiționala burka și intră în Afganistan dându-se drept soție într-o familie de refugiați care încearcă să se întoarcă în patria lor. Pe drumul spre Kandahar sunt jefuiți de tâlhari. Oamenii decid să se întoarcă în Iran, dar Nafas trebuie să-și continue misiunea pentru a-și împiedica sora să se sinucidă. Îl plătește pe Khak, un băiat recent expulzat dintr-o școală coranică, să-i fie ghid. Khak o duce pe Nafas la un doctor din sat pentru că se îmbolnăvise din cauza apei insalubre din fântână. Doctorul se dovedește a fi un afro-american convertit la islam, care este nevoit să poarte o barbă falsă (pe care o numește „burka pentru bărbați”) deoarece lui nu-i crește barba. De teamă să nu-i fie dezvăluit secretul, doctorul renunță la serviciile lui Khak, apoi o duce pe Nafas cu el, cu o căruță trasă de cai. Pe drum, el îi mărturisește că nu are pregătire medicală formală și că se simte dezamăgit de turnura pe care a luat-o țara sub regimul taliban.
De-a lungul călătoriei sale, Nafas își înregistrează impresiile cu un reportofon într-o țară în care singurul progres tehnologic permis este armamentul. Nafas învață din ce în ce mai multe despre greutățile cu care se confruntă femeile și despre cum au distrus societatea afgană atâția ani de război. Ea vede copii jefuind cadavre pentru a supraviețui, oameni care se luptă pentru membre artificiale de care ar putea avea nevoie în cazul în care trec printr-un câmp minat și doctori care examinează paciente de sex feminin din spatele unei perdele cu o gaură în ea.
Când doctorul se întoarce pentru că îi este frică să intre în Kandahar, ea se ia după un bărbat îmbrăcat cu burka, care furase o pereche de picioare artificiale de la Crucea Roșie. Cei doi se alătură unei petreceri de nuntă care este oprită de talibani pentru că dansau și cântau la instrumente, ceea ce este interzis prin lege. Ghidul ei este demascat și luat imediat. Patrula talibană îi dă voie lui Nafas să continue, împreună cu alți membri din alaiul de nuntă. La sfârșit, Nafas vede lumina soarelui cum apune peste Kandahar, dar acum este prizonieră a vălului.

## Distribuție
- Nelofer Pazira - Nafas
- Hassan Tantai (Dawud Salahuddin) - Tabib Sahid
- Sadou Teymouri - Khak
- Hoyatala Hakimi - Hayat
- Ike Ogut - Naghadar

În rolul principal masculin este Dawud Salahuddin (creditat în film ca Hassan Tantai), un convertit la islam de origine americană, care în 1980 a asasinat un disident și fost diplomat iranian la ordinul serviciilor de informații din nou-formata Republică Islamică Iran. Makhmalbaf a declarat că Salahuddin „este și o victimă - o victimă a idealului în care credea. Umanitatea sa, când a deschis focul împotriva dușmanului său ideologic, a fost martirizată de idealismul său.”

## Film documentar
Kandahar a fost inspirat de o încercare nereușită pe care Nelofer a făcut-o în 1996 de a se întoarce în Afganistan pentru a-și găsi prietena pierdută din copilărie, Dyana, în timp ce Afganistanul se afla încă sub stăpânire talibană. Filmul combină elemente din această poveste reală cu elemente de ficțiune. De exemplu, în timp ce, în realitate, Nelofer a plecat să-și caute prietena, filmul o prezintă pe Nafas căutându-și sora.
O altă încercare a lui Nelofer de a vizita Afganistanul pentru a-și căuta prietena din copilărie a fost făcută în documentarul de 65 de minute Return to Kandahar (2003), produs de Paul Jay și Nelofer Pazira. Documentarul relatează întoarcerea reală a lui Nelofer din Canada în Afganistan în 2002, după căderea guvernului taliban. În documentar, Nelofer se întoarce la Kabul, Kandahar și Masir-e-Sharif, la 13 ani după ce fugise cu familia ei în 1989, la vârsta de 16 ani. În cele din urmă, găsește familia Dyanei și află că prietena ei și-a luat viața în mod tragic cu câțiva ani în urmă. Documentarul împletește povestea personală a lui Nelofer cu cea a Afganistanului însuși.

## Receptare critică
Filmul a avut premiera la Festivalul Internațional de Film de la Cannes din 2001, dar inițial nu s-a bucurat de atenția criticilor. După atacurile din 11 septembrie din 2001, însă, a fost difuzat pe scară largă.
Este inclus în Lista Time cu cele mai bune 100 de filme. Începând cu 28 august 2021, 6.669 de utilizatori IMDb i-au acordat un vot mediu ponderat de 6,8 din 10. În Italia, popularitatea i-a adus încasări de peste 5 milioane de dolari.

## Premii
Kandahar i-a adus lui Makhmalbaf Premiul Federico Fellini de la UNESCO în 2001. Alte premii câștigate au inclus:
- Premiul pentru libertatea de exprimare - National Board of Review, SUA 2001[16]
- Premiul Juriului Ecumenic, lui Mohsen Makhmalbaf - Festivalul de Film de la Cannes 2001
- Premiul FIPRESCI pentru Mohsen Makhmalbaf, „pentru o revelație vizionară, poetică, dar necruțătoare a suferinței umane din Afganistanul sfâșiat de conflicte” - Festivalul de Film de la Salonic 2001
- Premiul publicului, pentru cea mai bună voce feminină, pentru Sabrina Duranti, „pentru dublarea lui Nelofer Pazira”. - Il Festival Nazionale del Doppiaggio Voci nell'Ombra 2002[17]
- Premiul pentru cel mai bun film la Festivalul de Film Ajaccio din Franța, 2001[18]
- Premiul pentru cel mai bun regizor în cadrul Riga International Film Forum Arsenals, Letonia, 2002[19]